# Macizo del monte Incudine
El macizo del monte Incudine es un macizo montañoso de Córcega que culmina en monte Incudine (2134 m). Es el más meridional y el más bajo de los cuatro macizos de alta montaña de la isla (Cinto, Rotondo, Renoso e Incudine).

## Geografía

### Situación
El macizo de monte Incudine se encuentra en el sur de Córcega, su parte central se extiende de forma esquemática entre Sartène y Aléria. Los cursos del Taravo y del Fiumorbo son sus límites al norte, los mares Tirreno y Mediterráneo lo bañan al este y al sur. En particular, marca el límite natural entre Pumonti y Cismontedesde el paso Verde hasta Punta Muvrareccia, desde donde la frontera sigue un contrafuerte oriental que separa las áreas de captación de los ríos Travo y Solenzara.
Orientado a lo largo de un eje norte-sur que cambia gradualmente al sudoeste, el macizo de monte Incudine y sus estribaciones cubren una gran área del sur de la isla. 60 kilómetros separan el Uomo di Cagna (última cumbre del macizo del sur) de Kyrie Eleison (en el extremo norte del macizo).
El corazón del macizo está marcado por los valles del Rizzanese y del Travo, que comienzan cerca del punto más alto del macizo (y el extremo sur de la isla), el monte Incudine (2134 m). Al oeste  se encuentra la meseta de Coscione, una vasto pradera de altura que se extiende entre los 1400 y 1800 m en un área de unos 50 km², que alberga importantes recursos hídricos.
El macizo continúa hacia el norte por una larga cadena de unos veinte kilómetros que llevan el monte Furmicula (1981 m) y la punta della Cappella (2041 m). Al sur de monte Incudine, la cresta del cerro culmina en Punta Muvrareccia y Punta di Furnellu (ambas a 1899 m) y luego da paso a las agujas de Bavella. Más allá del paso de Bavella (1218 m), las montañas continúan durante unos 30 kilómetros hacia el sur y luego hacia el sudoeste (Vacca Morta, Cagna), pero no exceden los 1500 metros.

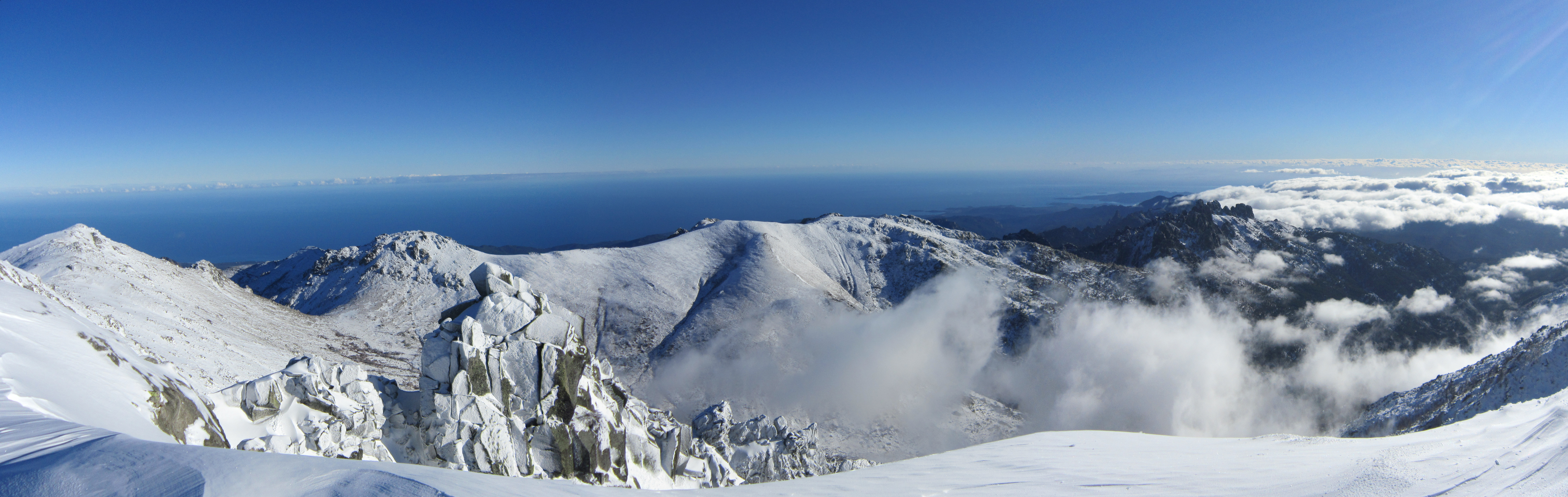
Panorama hivernal hacia el sudeste desde el monte Incudine. De izquierda a derecha, la punta de Tintennaja, la punta Muvrareccia, la punta de u Furnellu y las agujas de Bavella.

### Principales cumbres

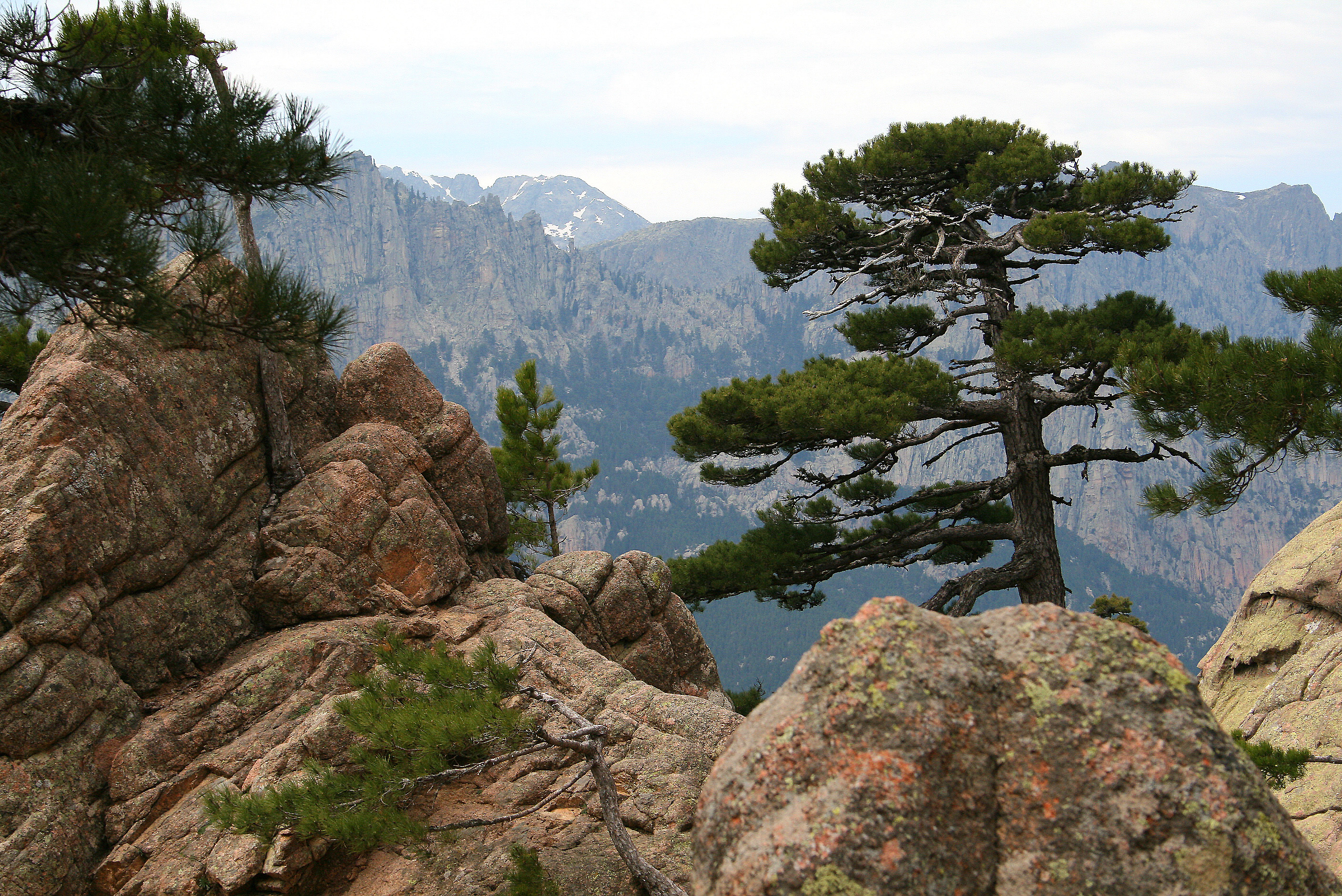
Vista de monte Incudine detrás de las agujas de Bavella y punta di Furnellu.

- el monte Incudine 2 134 m
- la punta Scarachiana 2 128 m
- la punta della Cappella 2 041 m
- la punta di Tintennaja 2 018 m
- el monte Furmicula 1 981 m
- la punta di u Furnellu 1 899 m
- la punta Muvrareccia 1 899 m
- las agujas de Bavella 1 855 m
- la punta Velaco 1 483 m
- le monte San Petru 1 400 m
- la montaña de Cagna 1 371 m
- la punta di a Vacca Morta 1 314 m

- Datos: Q17353361